# Louisville (NFL)
Louisville, Kentucky tuvo dos equipos de Fútbol americano profesionales en la NFL: Louisville Breckenridges (o Brecks por su abreviatura) de 1921 a 1924 y los Louisville Colonels  en 1926. Los Brecks se llamó así por el exvicepresidente de Kentucky, John C. Breckinridge.
La NFL dirigió a los Brecks para que sean ser un equipo itinerante, sin embargo, el equipo jugó una serie de partidos "en casa". Todos los partidos en casa Brecks se jugaron en Eclipse Park, hasta que el estadio se incendió y se quemó a la tierra el 20 de noviembre de 1922. Mientras tanto, los Colonels jugar todos sus juegos de visitante. Mientras que los Colonels fueron un equipo itinerante fuera de Chicago son generalmente aceptados como una continuación de la franquicia Brecks.

## Temporadas
|          | Año  | V | D | E | Resultado | Entrenador(es) |
| -------- | ---- | - | - | - | --------- | -------------- |
| Brecks   | 1921 | 0 | 2 | 0 | 18vo      | Austin Higgins |
| Brecks   | 1922 | 1 | 3 | 0 | 12.º      | Hubert Wiggs   |
| Brecks   | 1923 | 0 | 3 | 0 | 19.º      | Jim Kendrick   |
| Colonels | 1926 | 0 | 4 | 0 | 21.º      | Lenny Sachs    |